# Apoderamiento ilegítimo

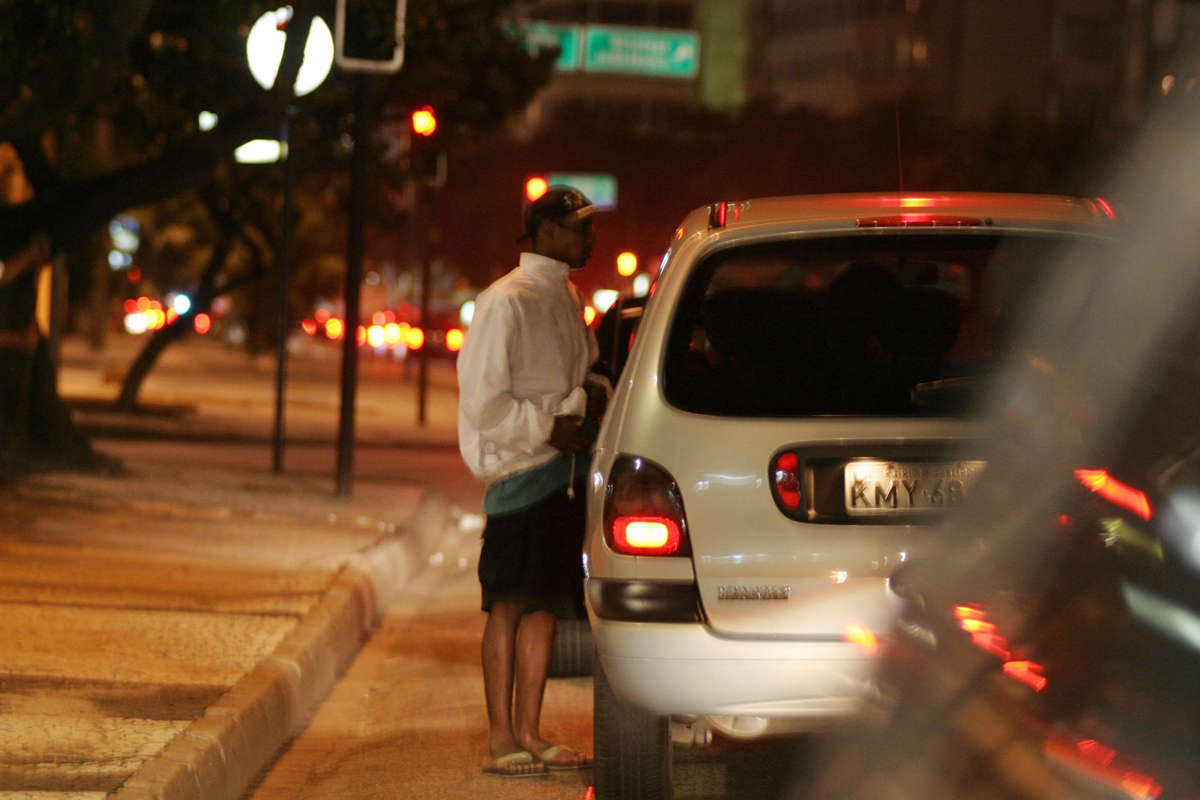
Asaltante cometiendo un apoderamiento ilegítimo (asalto) a un conductor.

En el ámbito jurídico, el apoderamiento ilegítimo  tiene por sí un valor y un significado propio e inconfundible. Significa ocupación, aprehensión material de una cosa, con ánimo de obtener el dominio de la misma. Constituye el despojo de la cosa, tomarla con propósito de quitársela a quien la tiene en su poder.
Las distintas doctrinas acerca del alcance de esta acción le asignan al apoderamiento un significado más o menos restringido:
- Teoría de la "Attrectatio re": El apoderamiento ilegítimo se consuma con el mero tocamiento de la cosa por parte del sujeto activo.
- Teoría de la "Apprehensio re": El apoderamiento se consuma con la simple captación material de la cosa por parte del sujeto.
- Teoría de la "Amotio re": Se consuma el apoderamiento con la simple remoción del sitio en el cual su poseedor la mantenía.
- Teoría de la "Ablatio re": Implica el traslado de la cosa y quitarla de la esfera de vigilancia del poseedor, superando las medidas defensivas o precautorias arbitradas por este.
- Teoría de la "Locupletatio re": Además del desapoderamiento de la cosa (Ablatio re), la consumación necesita del aprovechamiento de la cosa por parte del sujeto activo. Puede ser de uso o patrimonial.
- Teoría de la "Illatio re": Por último, es necesario el resguardo de la cosa, o sea, llevarla al lugar de destino tenido en vista por el autor.